# Danh sách cấu trúc đứng tự do cao nhất thế giới
Dưới đây là Danh sách các cấu trúc đứng tự do cao nhất thế giới trong quá khứ và hiện tại. Để được gọi là đứng tự do, các cấu trúc phải không có sự hỗ trợ của dây chằng, biển và các công cụ hỗ trợ khác. Vì thế, danh sách này không bao gồm các cột buồm, tháp ăng-ten, giàn khoan nhưng bao gồm cả các tòa tháp, tháp nhọn của các tòa nhà chọc trời và cả ống khói.

## Danh sách
- Các cấu trúc không còn tồn tại nữa được in nghiêng.
- Đối với tất cả các cấu trúc dưới đây, chiều cao có thể sai số so với Danh sách công trình cao nhất thế giới.
- Các cấu trúc có chiều cao hiện tại trên 350 mét (1.148 ft) đều được đưa vào danh sách chính.

### Các cấu trúc đứng tự do trên 350 mét
| Tên                                                  | Chiều cao đỉnh     | Chiều cao đỉnh     | Năm  | Loại cấu trúc     | Sử dụng chính                                                                                          | Quốc gia          | Thành phố                   | Mô tả | Tọa độ vị trí                                       |  |
| ---------------------------------------------------- | ------------------ | ------------------ | ---- | ----------------- | --- | ----------------- | --------------------------- | --- | --------------------------------------------------- |  |
| Burj Khalifa                                         | 2.722 ft (829,8 m) | 2.722 ft (829,8 m) | 2010 | Nhà chọc trời     | Văn phòng, nhà ở, nhà hàng, khách sạn                                                                  | UAE               | Dubai                       | Khánh thành vào ngày 4 tháng 1 năm 2010, đây hiện là cấu trúc cao nhất trên thế giới. | 25°11′50″B 55°16′26,6″Đ / 25,19722°B 55,26667°Đ     |  |
| Tokyo Skytree                                        | 2.080 ft (634 m)   | 2.080 ft (634 m)   | 2012 | Tháp truyền hình  | Đài quan sát, truyền tần số UHF/VHF, nhà hàng                                                          | Nhật Bản          | Tokyo                       | Là công trình cao nhất trong năm 2011. Đây hiện là cấu trúc cao nhất ở Nhật Bản. | 35°42′36,5″B 139°48′39″Đ / 35,7°B 139,81083°Đ       |  |
| Tháp Thượng Hải                                      | 2.073 ft (632 m)   | 2.073 ft (632 m)   | 2014 | Nhà chọc trời     | Nhà ở, đài quan sát                                                                                    | Trung Quốc        | Thượng Hải                  | Được xây dựng vào cuối năm 2008, công trình từng là cấu trúc cao nhất thế giới trong tháng 8 năm 2013. Đây là cấu trúc cao nhất ở Trung Quốc và nhà chọc trời cao thứ hai trên thế giới. | 31°14′7,8″B 121°30′3,6″Đ / 31,23333°B 121,5°Đ       |  |
| Tháp Abraj Al Bait                                   | 1.972 ft, 601 m    | 1.972 ft, 601 m    | 2011 | Nhà chọc trời     | Khách sạn, trung tâm mua sắm                                                                           | Saudi Arabia      | Mecca                       | Khách sạn cao nhất thế giới, mặt đồng hồ lớn và cao nhất thế giới. | 21°25′8″B 39°49′35″Đ / 21,41889°B 39,82639°Đ        |  |
| Tháp Quảng Châu                                      | 1.969 ft (600m)    | 1.969 ft (600m)    | 2010 | Tháp truyền hình  | Đài quan sát, truyền tần số UHF/VHF                                                                    | Trung Quốc        | Quảng Châu                  | Công trình cao nhất thế giới trong năm 2009. Hiện nay là cấu trúc cao thứ hai tại Trung Quốc.                                                                                            | 23°06′23,3″B 113°19′28,5″Đ / 23,1°B 113,31667°Đ     |  |
| Tháp CN                                              | 1,815.4 ft         | 553 m              | 1976 | Tháp bê-tông      | Đài quan sát, truyền tần số UHF/VHF, nhà hàng                                                          | Canada            | Toronto                     | Cấu trúc đứng tự do cao nhất thế giới suốt trong giai đoạn từ năm 1975–2007. Đây hiện vẫn là cấu trúc đứng tự do cao nhất Tây bán cầu.                                                   | 43°38′30,67″B 79°23′14,27″T / 43,63333°B 79,38333°T |  |
| Trung tâm Thương mại Một Thế giới                    | 1.792 ft           | 546,2 m            | 2013 | Nhà chọc trời     | Văn phòng, đài quan sát, trung tâm thông tin liên lạc                                                  | Hoa Kỳ            | New York                    | Từng là tòa nhà chọc trời cao nhất vào tháng 10 năm 2013, hiện là cấu trúc đứng tự do cao nhất tại Hoa Kỳ và thứ hai ở Tây bán cầu.                                                      | 40°42′46,8″B 74°0′48,6″T / 40,7°B 74°T              |  |
| Tháp Ostankino                                       | 1.772 ft           | 540 m              | 1967 | Tháp bê-tông      | Đài quan sát, nhà hàng, truyền tần số UHF/VHF                                                          | Nga               | Moskva                      | Cấu trúc đứng tự do cao nhất thế giới trong khoảng thời gian 1967-1975. Hiện vẫn là cấu trúc cao nhất châu Âu.                                                                           | 55°49′11″B 37°36′42″Đ / 55,81972°B 37,61167°Đ       |  |
| Trung tâm Tài chính CTF                              | 1.740 ft           | 530 m              | 2015 | Nhà chọc trời     | Văn phòng, nhà ở, khách sạn                                                                            | Trung Quốc        | Quảng Châu                  | Công trình vẫn đang được xây dựng và dự kiến hoàn thành vào năm 2016, nó từng đứng đầu danh sách vào tháng 7 năm 2014.                                                                   | 23°7′13″B 113°19′14″Đ / 23,12028°B 113,32056°Đ      |  |
| Tháp Willis (trên cũ là Tháp Sears)                  | 1.730 ft           | 527 m              | 1974 | Nhà chọc trời     | Văn phòng, đài quan sát, truyền tần số UHF/VHF, sau này là trụ sở của hãng hàng không United Airlines. | Hoa Kỳ            | Chicago                     | Tòa nhà cao nhất trong thế giới từ 1974-1998 (theo chiều cao cấu trúc) | 41°52′44,1″B 87°38′10,2″T / 41,86667°B 87,63333°T   |  |
| Trung tâm Thương mại Thế giới số 1(cũ)               | 1.727 ft           | 526,8 m            | 1973 | Nhà chọc trời     | Văn phòng, đài quan sát                                                                                | Hoa Kỳ            | New York                    | Công trình bị sụp đổ vào ngày 11 tháng 9 năm 2001. Đây là cấu trúc đứng tự do cao nhất thế giới không còn tồn tại. Đây cũng từng là tòa nhà cao nhất thế giới từ năm 1972 – 1974         |                                                     |  |
| Đài Bắc 101                                          | 1.671 ft           | 509,2 m            | 2004 | Nhà chọc trời     | Văn phòng, đài quan sát, truyền tần số UHF/VHF                                                         | Đài Bắc Trung Hoa | Đài Bắc                     | Tòa nhà chọc trời cao nhất thế giới từ 2004-2010, tòa nhà chọc trời đầu tiên cao trên 500 mét.                                                                                           | 25°02′1″B 121°33′52″Đ / 25,03361°B 121,56444°Đ      |  |
| Trung tâm Tài chính Thế giới Thượng Hải              | 1,617 ft           | 494 m              | 2008 | Nhà chọc trời     | Đài quan sát, văn phòng, khách sạn, nhà ở                                                              | Trung Quốc        | Thượng Hải                  | Công trình cao nhất Trung Quốc từ năm 2007-2009 | 31°14′12″B 121°30′10″Đ / 31,23667°B 121,50278°Đ     |  |
| Trung tâm Thương mại Quốc tế                         | 1.590 ft           | 484 m              | 2010 | Nhà chọc trời     | Văn phòng, đài quan sát                                                                                | Hong Kong         | Hồng Kông                   | Công trình cao nhất tại Hồng Kông | 22°18′12″B 114°9′37″Đ / 22,30333°B 114,16028°Đ      |  |
| Tháp truyền hình Minh Châu Phương Đông               | 1.535 feet         | 467,9 m            | 1994 | Tháp bê-tông      | Đài quan sát, truyền tần số UHF/VHF                                                                    | Trung Quốc        | Thượng Hải                  | Cấu trúc cao nhất ở Trung Quốc (bao gồm cả Hồng Kông) từ 1994-2007. | 31°14′30″B 121°29′42″Đ / 31,24167°B 121,495°Đ       |  |
| Trung tâm John Hancock                               | 1.500 feet         | 457,2 m            | 1969 | Nhà chọc trời     | Văn phòng, nhà ở, truyền tần số UHF/VHF                                                                | Hoa Kỳ            | Chicago                     | Đây là công trình có mục đích sử dụng hỗn hợp cao nhất thế giới từ năm 1969–2008 | 41°53′55,68″B 87°37′22,8″T / 41,88333°B 87,61667°T  |  |
| Tháp Petronas 1                                      | 1.483 feet         | 452 m              | 1998 | Nhà chọc trời     | Văn phòng, đài quan sát                                                                                | Malaysia          | Kuala Lumpur                | Tòa tháp đôi cao nhất thế giới. Tòa nhà cao nhất thế giới trong giai đoạn 1998-2004. | 3°09′28,26″B 101°42′41,94″Đ / 3,15°B 101,7°Đ        |  |
| Tháp Petronas 2                                      | 1.483 feet         | 452 m              | 1998 | Nhà chọc trời     | Văn phòng, đài quan sát                                                                                | Malaysia          | Kuala Lumpur                | | 3°09′28,26″B 101°42′41,94″Đ / 3,15°B 101,7°Đ        |  |
| Trung tâm Tài chính Greenland Nam Kinh               | 1,476 ft           | 450 m              | 2009 | Nhà chọc trời     | Sử dụng hỗn hợp                                                                                        | Trung Quốc        | Nam Kinh                    | Đứng đầu năm 2008, hoàn thành vào năm 2010 | 32°03′44,9″B 118°46′41″Đ / 32,05°B 118,77806°Đ      |  |
| Tòa nhà Empire State                                 | 1.474 ft           | 449 m              | 1931 | Nhà chọc trời     | Văn phòng, đài quan sát, truyền tần số UHF/VHF                                                         | Hoa Kỳ            | New York                    | Đây là cấu trúc đứng tự do cao nhất từ năm 1931–1967, tòa nhà chọc trời cao nhất từ 1931–1973, và là tòa nhà chọc trời đầu tiên cao hơn 100 tầng.                                        | 40°44′54″B 73°59′9″T / 40,74833°B 73,98583°T        |  |
| KK100                                                | 1,449 ft           | 441,8 m            | 2011 | Nhà chọc trời     | Sử dụng hỗn hợp                                                                                        | Trung Quốc        | Thâm Quyến                  | | 22°32′47,58″B 114°6′6,63″Đ / 22,53333°B 114,1°Đ     |  |
| Tháp Tây Quảng Châu                                  | 1.444 ft           | 440 m              | 2009 | Nhà chọc trời     | Sử dụng hỗn hợp                                                                                        | Trung Quốc        | Quảng Châu                  | Được khánh thành vào năm 2010 | 23°07′13″B 113°19′5″Đ / 23,12028°B 113,31806°Đ      |  |
| Tháp Milad                                           | 1,427 ft           | 435 m              | 2003 | Tháp bê-tông      | Đài quan sát, truyền tần số UHF/VHF                                                                    | Iran              | Tehran                      | Còn được biết đến là tháp Tehran, là công trình cao nhất tại Iran. | 35°44′40″B 51°22′30″Đ / 35,74444°B 51,375°Đ         |  |
| Marina 101                                           | 1,399 ft           | 426,5 m            | 2015 | Nhà chọc trời     | Khách sạn, căn hộ khách sạn                                                                            | UAE               | Dubai                       | Kết cấu hoàn thành, mở cửa vào năm 2015 | 22°05′22,23″B 55°08′56,12″Đ / 22,08333°B 55,13333°Đ |  |
| 432 Park Avenue                                      | 1,396 ft           | 426 m              | 2015 | Nhà chọc trời     | Khu dân cư                                                                                             | Hoa Kỳ            | New York                    | Tòa nhà cao thứ ba Hoa Kỳ, tòa nhà để ở cao nhất Tây bán cầu. | 40°45′40″B 73°58′17″T / 40,76111°B 73,97139°T       |  |
| Tháp và Khách sạn Quốc tế Trump                      | 1.389 ft           | 423,4 m            | 2009 | Nhà chọc trời     | Khách sạn, chung cư                                                                                    | Hoa Kỳ            | Chicago                     | | 41°53′20″B 87°37′36″T / 41,88889°B 87,62667°T       |  |
| Tháp Kim Mậu                                         | 1.383 ft           | 421,5 m            | 1998 | Nhà chọc trời     | Khách sạn, văn phòng, đài quan sát                                                                     | Hoa Kỳ            | Thượng Hải                  | Tòa nhà chọc trời cao nhất ở Trung Quốc, 1998-2007. | 31°14′14″B 121°30′5″Đ / 31,23722°B 121,50139°Đ      |  |
| Tháp Kuala Lumpur                                    | 1.381 ft           | 421 m              | 1995 | Tháp bê-tông      | Đài quan sát, nhà hàng, truyền tần số UHF/VHF                                                          | Malaysia          | Kuala Lumpur                | | 03°09′10″B 101°42′12″Đ / 3,15278°B 101,70333°Đ      |  |
| Cột ống khói Nhà máy điện GRES-2                     | 1.347 ft           | 419,7 m            | 1987 | Ống khói          | Nhà máy điện                                                                                           | Kazakhstan        | Ekibastusz                  | Ống khói đứng tự do cao nhất thế giới. | 52°01′20″B 75°28′42″Đ / 52,02222°B 75,47833°Đ       |  |
| Trung tâm Thương mại Thế giới số 2                   | 1.362 ft           | 415,3 m            | 1973 | Nhà chọc trời     | Văn phòng, đài quan sát                                                                                | Hoa Kỳ            | New York                    | Bị phá hủy trong sự kiện 11 tháng 9 năm 2001. |                                                     |  |
| Tháp truyền hình và phát thanh Thiên Tân             | 1.362 ft           | 415,2 m            | 1991 | Tháp bê-tông      | Đài quan sát, truyền tần số UHF/VHF                                                                    | Trung Quốc        | Thiên Tân                   | | 39°05′31″B 117°10′30″Đ / 39,09194°B 117,175°Đ       |  |
| Trung tâm Tài chính Quốc tế số 2                     | 1.353 ft           | 412,5 m            | 2003 | Nhà chọc trời     | Văn phòng                                                                                              | Hong Kong         | Hồng Kông                   | | 22°17′6″B 114°09′33″Đ / 22,285°B 114,15917°Đ        |  |
| Tháp truyền hình và phát thanh Trung ương Trung Quốc | 1.329 ft           | 405 m              | 1992 | Tháp bê-tông      | Đài quan sát, truyền tần số UHF/VHF                                                                    | Trung Quốc        | Bắc Kinh                    | | 39°55′5″B 116°18′1″Đ / 39,91806°B 116,30028°Đ       |  |
| Tháp Ra-đa Dimona                                    | 1.312 ft           | 400 m              | 2008 | Tháp thép         | Tháp radar                                                                                             | Israel            | Dimona                      | Tháp ra-đa cao nhất thế giới. |                                                     |  |
| CITIC Plaza                                          | 1.283 ft           | 391,1 m            | 1997 | Nhà chọc trời     | Văn phòng                                                                                              | Trung Quốc        | Quảng Châu                  | | 23°08′40″B 113°19′10″Đ / 23,14444°B 113,31944°Đ     |  |
| Tháp Trung Nguyên                                    | 1.273 ft           | 388 m              | 2010 | Tháp bê-tông/thép | Truyền tần số UHF/VHF, đài quan sát, nhà hàng                                                          | Trung Quốc        | Trịnh Châu                  | | 34°43′29″B 113°43′22″Đ / 34,72472°B 113,72278°Đ     |  |
| Tháp truyền hình Kiev                                | 1.263 ft           | 385 m              | 1973 | Tháp dàn mắt cáo  | Truyền tần số UHF/VHF                                                                                  | Ukraina           | Kiev                        | Tháp dàn mắt cáo cao nhất thế giới. | 50°28′16″B 30°27′12″Đ / 50,47111°B 30,45333°Đ       |  |
| Tòa nhà Quảng trường Tín Hưng                        | 1.259 ft           | 384 m              | 1996 | Nhà chọc trời     | Văn phòng                                                                                              | Trung Quốc        | Thâm Quyến                  | | 22°32′43″B 114°06′21″Đ / 22,54528°B 114,10583°Đ     |  |
| Inco Superstack                                      | 1.254 ft           | 380 m              | 1971 | Ống khói          | Lò mạ kền                                                                                              | Canada            | Sudbury                     | Cột ống khói cao nhất tại Tây bán cầu, cấu trúc đứng tự do cao thứ hai Canada chỉ sau tháp CN.                                                                                           | 46°28′48,23″B 81°03′23,43″T / 46,46667°B 81,05°T    |  |
| Tuntex Sky Tower                                     | 1.240 ft           | 378 m              | 1997 | Nhà chọc trời     | Khách sạn, văn phòng, đài quan sát, truyền tần số UHF/VHF                                              | Đài Bắc Trung Hoa | Cao Hùng                    | | 22°36′42″B 120°18′0″Đ / 22,61167°B 120,3°Đ          |  |
| JW Marriott Marquis Dubai                            | 1.233 ft           | 376 m              | 2010 | Nhà chọc trời     | Khách sạn                                                                                              | UAE               | Dubai                       | Đây là khách sạn cao nhất thế giới với 76 tầng, bao gồm 1.608 phòng khách sạn. |                                                     |  |
| Tháp Tashkent                                        | 1.230 ft           | 374.9 m            | 1984 | Tháp thép         | Truyền tần số UHF/VHF                                                                                  | Uzbekistan        | Tashkent                    | | 41°20′44,05″B 69°17′4,57″Đ / 41,33333°B 69,28333°Đ  |  |
| Trung Hoàn Quảng Trường                              | 1.227 ft           | 374 m              | 1992 | Nhà chọc trời     | Văn phòng                                                                                              | Hong Kong         | Hồng Kông                   | | 22°16′48″B 114°10′25″Đ / 22,28°B 114,17361°Đ        |  |
| Tháp Liberation                                      | 1.220 ft           | 372 m              | 1993 | Tháp bê-tông      | Truyền tần số UHF/VHF, đài quan sát                                                                    | Kuwait            | Kuwait                      | | 29°22′5,8″B 47°58′29,83″Đ / 29,36667°B 47,96667°Đ   |  |
| Tháp Almaty                                          | 1.219 feet         | 371,5 m            | 1983 | Tháp thép         | Truyền tần số UHF/VHF                                                                                  | Kazakhstan        | Almaty                      | Cấu trúc bằng thép ống đứng tự do cao nhất thế giới. | 43°13′44″B 76°58′34″Đ / 43,22889°B 76,97611°Đ       |  |
| Ống khói của Trạm phát điện Homer City               | 1.217 ft           | 371 m              | 1977 | Ống khói          | Nhà máy điện                                                                                           | Hoa Kỳ            | Homer City, Pennsylvania    | | 40°30′39″B 79°11′37″T / 40,51083°B 79,19361°T       |  |
| Ống khói nhà máy Kennecott                           | 1.215 ft           | 370,4 m            | 1974 | Ống khói          | Lò luyện than                                                                                          | Hoa Kỳ            | Magna, Utah                 | | 40°43′18″B 112°11′52″T / 40,72167°B 112,19778°T     |  |
| Ống khói của Beryozovskaya GRES                      | 1.214 ft           | 370 m              | 1985 | Ống khói          | Nhà máy điện                                                                                           | Nga               | Sharypovo, Krasnoyarsk Krai | | 55°34′46″B 89°04′21″Đ / 55,57944°B 89,0725°Đ        |  |
| Tháp truyền hình và phát thanh Riga                  | 1.209 ft           | 368,5 m            | 1987 | Tháp thép         | Truyền tần số UHF/VHF, đài quan sát                                                                    | Latvia            | Riga                        | Cấu trúc cao nhất tại Liên minh châu Âu | 56°55′26″B 24°08′14″Đ / 56,92389°B 24,13722°Đ       |  |
| Tháp truyền hình Berlin                              | 1.207 ft           | 368 m              | 1969 | Tháp bê-tông      | Truyền tần số UHF/VHF, đài quan sát                                                                    | Đức               | Berlin                      | Cấu trúc cao nhất tại Đức. | 52°31′15″B 13°24′34″Đ / 52,52083°B 13,40944°Đ       |  |
| Ống khói của Nhà máy điện Mitchell                   | 1.206 ft           | 367,6 m            | 1968 | Ống khói          | Nhà máy điện                                                                                           | Hoa Kỳ            | Moundsville, Tây Virginia   | | 39°54′32,16″B 80°45′41,53″T / 39,9°B 80,75°T        |  |
| Tháp Trung Ngân                                      | 1.205 ft           | 367,4 m            | 1990 | Nhà chọc trời     | Văn phòng                                                                                              | Hong Kong         | Hồng Kông                   | Tòa nhà chọc trời đầu tiên ngoài Hoa Kỳ cao trên 1.000 ft (305 mét) | 22°16′45″B 114°09′41″Đ / 22,27917°B 114,16139°Đ     |  |
| Tháp Bank of America                                 | 1.200 ft           | 366 m              | 2009 | Nhà chọc trời     | Văn phòng                                                                                              | Hoa Kỳ            | New York City               | | 40°45′19″B 73°59′3″T / 40,75528°B 73,98417°T        |  |
| Ống khói Trbovlje                                    | 1.183 ft           | 360 m              | 1976 | Ống khói          | Nhà máy điện                                                                                           | Slovenia          | Trbovlje                    | Cột ống khói cao nhất châu Âu | 46°07′33,37″B 15°03′43,23″Đ / 46,11667°B 15,05°Đ    |  |
| Tháp Almas                                           | 1.181 ft           | 360 m              | 2008 | Nhà chọc trời     | Văn phòng                                                                                              | UAE               | Dubai                       | | 25°4′8,25″B 55°8′28,34″Đ / 25,06667°B 55,13333°Đ    |  |
| The Pinnacle                                         | 1.181 ft           | 360 m              | 2011 | Nhà chọc trời     | Sử dụng hỗn hợp                                                                                        | Trung Quốc        | Quảng Châu                  | |                                                     |  |
| Endesa Termic                                        | 1.168 ft           | 356 m              | 1974 | Ống khói          | Nhà máy điện                                                                                           | Tây Ban Nha       | As Pontes, Galicia          | | 43°26′29″B 7°51′45,5″T / 43,44139°B 7,85°T          |  |
| SEG Plaza                                            | 1.167 ft           | 355,8 m            | 2000 | Nhà chọc trời     | Văn phòng                                                                                              | Trung Quốc        | Thâm Quyến                  | | 22°32′39,5″B 114°04′57,5″Đ / 22,53333°B 114,06667°Đ |  |
| First Canadian Place                                 | 1.165 ft           | 355 m              | 1975 | Nhà chọc trời     | Văn phòng, truyền tần số UHF/VHF                                                                       | Canada            | Toronto                     | Tòa nhà chọc trời cao nhất tại Canada | 43°38′55″B 79°22′54″T / 43,64861°B 79,38167°T       |  |
| Emirates Office Tower                                | 1.163 ft           | 354,6 m            | 2000 | Nhà chọc trời     | Văn phòng                                                                                              | UAE               | Dubai                       | | 25°07′49″B 55°09′57″Đ / 25,13028°B 55,16583°Đ       |  |
| Ống khói Nhà máy luyện đồng Phoenix                  | 1.153 ft           | 351,5 m            | 1995 | Ống khói          | Nhà máy luyện đồng                                                                                     | Romania           | Baia Mare                   | Cấu trúc cao nhất tại Romania |                                                     |  |
| Tháp Stratosphere                                    | 1.149 ft           | 350,2 m            | 1996 | Tháp bê-tông      | Đài quan sát                                                                                           | Hoa Kỳ            | Las Vegas                   | Tháp quan sát cao nhất tại Hoa Kỳ. | 36°08′50,59″B 115°9′19,4″T / 36,13333°B 115,15°T    |  |
| Ống khói Nhà máy điện Syrdarya                       | 1.148 ft           | 350 m              | 1975 | Ống khói          | Nhà máy điện                                                                                           | Uzbekistan        | Shirin                      | |                                                     |  |

### Các cấu trúc khác (bao gồm cả trong quá khứ) cao từ: 300 tới 350 mét
| Tên                                                         | Chiều cao đỉnh | Chiều cao đỉnh | Năm       | Kết cấu loại         | Sử dụng chính                                 | Quốc gia           | Thành phố                             | Mô tả |
| ----------------------------------------------------------- | -------------- | -------------- | --------- | -------------------- | --------------------------------------------- | ------------------ | ------------------------------------- | --- |
| Condé Nast Building                                         | 1.140 ft       | 348 m          | 2000      | Nhà chọc trời        |                                               | Hoa Kỳ             | New York                              | |
| Đường dây điện giao cắt sông Dương Tử                       | 1.138 ft       | 347 m          | 2003      | Tháp mạng mắt cáo    | Cột truyền tải điện                           | Trung Quốc         | Giang Âm                              | Tháp điện cao nhất thế giới, tháp mạng cao thứ hai thế giới (chỉ sau tháp truyền hình Kiev)                                     |
| Aon Center                                                  | 1.136 ft       | 346 m          | 1973      | Nhà chọc trời        |                                               | Hoa Kỳ             | Chicago                               | |
| Trung Hoàn Trung tâm                                        | 1.135 ft       | 346 m          | 1998      | Nhà chọc trời        |                                               | Hong Kong          | Hong Kong                             | |
| Keangnam Hanoi Landmark Tower                               | 1.132 ft       | 345 m          | 2011      | Nhà chọc trời        | Văn phòng, khu dân cư, mua sắm, nhà hàng      | Việt Nam           | Hà Nội                                | Tòa nhà cao thứ 2 tại Việt Nam                                                                                                  |
| Ống khói của Nhà máy điện Teruel                            | 1.125 ft       | 343 m          | 1981      | Ống khói             | Nhà máy điện                                  | Tây Ban Nha        | Teruel                                | |
| Ống khói của Nhà máy nhiệt điện Plomin                      | 1,115 ft       | 340 m          | ?         | Ống khói             | Nhà máy điện                                  | Croatia            | Plomin                                | |
| Mercury City Tower                                          | 1.112 ft       | 338,8 m        | 2012      | Nhà chọc trời        |                                               | Nga                | Moskva                                | Tòa nhà cao nhất châu Âu. |
| West Pearl Tower                                            | 1.109 ft       | 338 m          | 2004      | Tháp bê-tông         | Đài quan sát, truyền tần số UHF/VHF           | Trung Quốc         | Thành Đô                              | |
| Tháp Ma Cao                                                 | 1.109 ft       | 338 m          | 2001      | Tháp bê-tông         | Đài quan sát, truyền tần số UHF/VHF           | Ma Cao, Trung Quốc | Ma Cao                                | |
| Tháp châu Âu                                                | 1.107 ft       | 337,5 m        | 1979      | Tháp bê-tông         | Đài quan sát, truyền tần số UHF/VHF           | Đức                | Frankfurt/Main                        | |
| The Marina Torch                                            | 1.105 ft       | 336,1 m        | 2011      | Nhà chọc trời        | Khu dân cư                                    | UAE                | Dubai                                 | Bị hư hỏng do vụ hỏa hoạn vào năm 2015                                                                                          |
| Ống khói của Nhà máy điện Mountaineer                       | 1.102 ft       | 336 m          | 1980      | Ống khói             | Nhà máy điện                                  | Hoa Kỳ             | New Haven, Tây Virginia               | |
| Tháp Hắc Long Giang                                         | 1.102 ft       | 336 m          | 2000      | Tháp mạng            | Đài quan sát, truyền tần số UHF/VHF           | Trung Quốc         | Cáp Nhĩ Tân                           | |
| Ống khói của Moldavskaya GRES-5                             | 1.099 ft       | 335 m          | 1980      | Ống khói             | Nhà máy điện                                  | Moldova            | Nezavertailovca                       | |
| Rose Tower                                                  | 1.093 ft       | 333 m          | 2007      | Nhà chọc trời        |                                               | UAE                | Dubai                                 | |
| Shimao International Plaza                                  | 1.093 ft       | 333 m          | 2006      | Nhà chọc trời        |                                               | Trung Quốc         | Thượng Hải                            | |
| Tháp Tokyo                                                  | 1.091 ft       | 332,6 m        | 1958      | Tháp mạng            | Đài quan sát, truyền tần số UHF/VHF           | Nhật Bản           | Tokyo                                 | Cấu trúc đứng tự do cao thứ hai tại Nhật Bản.                                                                                   |
| Minsheng Bank Building                                      | 1.087 ft       | 331 m          | 2007      | Nhà chọc trời        |                                               | Trung Quốc         | Vũ Hán                                | |
| Trạm phát thanh Emley Moor                                  | 1.084 ft       | 330,4 m        | 1970      | Tháp bê-tông         | Đài quan sát, truyền tần số UHF/VHF           | Anh Quốc           | Huddersfield, Yorkshire               | |
| Khách sạn Ryugyŏng                                          | 1.083 ft       | 330 m          | 1992      | Nhà chọc trời        |                                               | CHDCND Triều Tiên  | Pyongyang                             | Dự kiến hoàn thành vào năm 2012 nhưng đã bị hoãn lại nhiều lần                                                                  |
| Ống khói của Ekibastuz GRES-1                               | 1.083 ft       | 330 m          | 1982      | Ống khói             | Nhà máy điện                                  | Kazakhstan         | Ekibastuz                             | |
| 2 Ống khói của Permskaya GRES                               | 1.083 ft       | 330 m          | 1987/1990 | Ống khói             | Nhà máy điện                                  | Nga                | Dobryanka                             | |
| 2 Ống khói của Reftinskaya GRES                             | 1.083 ft       | 330 m          | 1980      | Ống khói             | Nhà máy điện                                  | Nga                | Reftinskiy                            | |
| Ống khói của Kharkiv TEC-5                                  | 1.083 ft       | 330 m          | 1981      | Ống khói             | Nhà máy điện                                  | Ukraina            | Podvorky, Kharkiv                     | |
| Ống khói của Nhà máy nhiệt điện Zuevska                     | 1.083 ft       | 330 m          | 1982      | Ống khói             | Nhà máy điện                                  | Ukraine            | Zuhres, Donetsk                       | |
| Tháp truyền hình WITI                                       | 1.078 ft       | 329 m          | 1962      | Tháp mạng            | Đài quan sát, truyền tần số UHF/VHF           | Hoa Kỳ             | Shorewood (Milwaukee), Wisconsin      | |
| Tháp Baiyoke II                                             | 1.076 ft       | 328 m          | 1997      | Nhà chọc trời        |                                               | Thái Lan           | Bangkok                               | |
| Tháp Sky                                                    | 1.076 ft       | 328 m          | 1997      | Tháp bê-tông         | Đài quan sát, truyền tần số UHF/VHF           | New Zealand        | Auckland                              | Cấu trúc đứng tự do cao nhất Nam bán cầu                                                                                        |
| Tháp truyền hình WSB                                        | 1.075 ft       | 327,6 m        | 1957      | Tháp mạng            | Đài quan sát, truyền tần số UHF/VHF           | Hoa Kỳ             | Atlanta                               | |
| Tháp truyền hình Vilnius                                    | 1,073 ft       | 327 m          | 1980      | Tháp bê-tông         | Đài quan sát, truyền tần số UHF/VHF           | Lithuania          | Vilnius                               | |
| Ống khói của Nhà máy điện Maritza East                      | 1.066 ft       | 325 m          | 1977/1980 | Ống khói             | Nhà máy điện                                  | Bulgaria           | Stara Zagora                          | |
| Tháp Eiffel                                                 | 1.062 ft       | 325 m          | 1889      | Tháp mạng            | Đài quan sát, nhà hàng, truyền tần số UHF/VHF | Pháp               | Paris                                 | Cấu trúc cao nhất trên thế giới từ 1889-1930, công trình đầu tiên trên thế giới có chiều cao vượt quá 300 mét.                  |
| Tháp truyền hình WHDH                                       | 1.066 ft       | 323,8 m        | 1994      | Tháp mạng            | Truyền tần số UHF/VHF                         | Hoa Kỳ             | Newton, Massachusetts                 | |
| Tháp truyền hình Rameswaram                                 | 1.059,7 ft     | 323 m          | 1995      | Tháp bê-tông và mạng | Đài quan sát, truyền tần số UHF/VHF           | Ấn Độ              | Tamil Nadu                            | |
| Q1                                                          | 1.058 ft       | 323 m          | 2005      | Nhà chọc trời        |                                               | Australia          | Gold Coast                            | Tòa chung cư chọc trời cao nhất thế giới. Công trình cao nhất tại Úc.                                                           |
| Burj Al Arab                                                | 1.053 ft       | 321 m          | 1999      | Nhà chọc trời        |                                               | UAE                | Dubai                                 | |
| 2 Ống khói của Kirishskaya GRES                             | 1.050 ft       | 320 m          | 1984/1986 | Ống khói             | Nhà máy điện                                  | Nga                | Kirishi                               | |
| Ống khói của Ryazanskaya GRES                               | 1.050 ft       | 320 m          | 1973      | Ống khói             | Nhà máy điện                                  | Nga                | Novomichurinsk                        | |
| 2 Ống khói của Tobolsk TEC                                  | 1.050 ft       | 320 m          | 1983      | Ống khói             | Nhà máy điện                                  | Nga                | Tobolsk                               | |
| Ống khói của Kostromskaya GRES                              | 1.050 ft       | 320 m          | 1980      | Ống khói             | Nhà máy điện                                  | Nga                | Volgorechensk                         | |
| Ống khói của Zaporozhskaya GRES                             | 1.050 ft       | 320 m          | 1972      | Ống khói             | Nhà máy điện                                  | Ukraina            | Enerhodar                             | |
| Ống khói của Nhà máy nhiệt điện Vuhlehirska                 | 1.050 ft       | 320 m          | 197?      | Ống khói             | Nhà máy điện                                  | Ukraina            | Solncedar                             | |
| Tòa nhà Chrysler                                            | 1.046 ft       | 319 m          | 1930      | Nhà chọc trời        |                                               | Hoa Kỳ             | New York                              | Công trình cao nhất thế giới vào năm 1930–1931                                                                                  |
| Nina Tower                                                  | 1.046 ft       | 319 m          | 2006      | Nhà chọc trời        |                                               | Hong Kong          | Hong Kong                             | |
| Tòa nhà New York Times                                      | 1.046 ft       | 319 m          | 2007      | Nhà chọc trời        |                                               | Hoa Kỳ             | New York                              | |
| Tháp truyền thanh Nam Kinh Giang Tô                         | 1,045 ft       | 318.5 m        | 1996      | Tháp bê-tông         | Đài quan sát, truyền tần số UHF/VHF           | Trung Quốc         | Nam Kinh                              | |
| Aspire Tower                                                | 1.043 ft       | 318 m          | 2007      | Tháp bê-tông         | Đài quan sát, truyền tần số UHF/VHF           | Qatar              | Doha                                  | |
| KCTV                                                        | 1.042 ft       | 317,6 m        | 1956      | Tháp mạng            | Đài quan sát, truyền tần số UHF/VHF           | Hoa Kỳ             | Kansas                                | |
| Ống khói của Nhà máy điện Rockport                          | 1.038 ft       | 316,4 m        | 1984      | Ống khói             | Nhà máy điện                                  | Hoa Kỳ             | Rockport, Indiana                     | |
| Tháp phát thanh Turner                                      | 1.031 ft       | 314,3 m        | 1980      | Tháp mạng            | Đài quan sát, truyền tần số UHF/VHF           | Hoa Kỳ             | Atlanta, Georgia                      | |
| Tháp truyền hình Tallinn                                    | 1.025 ft       | 312,3 m        | 1980      | Tháp bê-tông         | Đài quan sát, truyền tần số UHF/VHF           | Estonia            | Tallinn                               | |
| Bank of America Plaza                                       | 1.023 ft       | 312 m          | 1992      | Nhà chọc trời        |                                               | Hoa Kỳ             | Atlanta                               | |
| Tháp truyền hình Yerevan                                    | 1.023 ft       | 311,7 m        | 1977      | Tháp mạng            | Đài quan sát, truyền tần số UHF/VHF           | Armenia            | Yerevan                               | |
| Tháp truyền hình Quy Sơn                                    | 1.022 ft       | 311,4 m        | 1986      | Tháp bê-tông         | Đài quan sát, truyền tần số UHF/VHF           | Trung Quốc         | Vũ Hán                                | |
| Tháp truyền hình Saint Petersburg                           | 1.021 ft       | 311,2 m        | 1962      | Tháp mạng            | Đài quan sát, truyền tần số UHF/VHF           | Nga                | St. Petersburg                        | |
| US Bank Tower                                               | 1.018 ft       | 311 m          | 1990      | Nhà chọc trời        |                                               | Hoa Kỳ             | Los Angeles                           | Tòa nhà chọc trời cao nhất ở Bắc Mỹ nằm ở phía tây của sông Mississippi.                                                        |
| Telekom Tower                                               | 1.017 ft       | 310 m          | 2001      | Nhà chọc trời        |                                               | Malaysia           | Kuala Lumpur                          | |
| Tháp truyền hình Baku                                       | 1.017 ft       | 310 m          | 1996      | Tháp bê-tông         | Đài quan sát, truyền tần số UHF/VHF           | Azerbaijan         | Baku                                  | |
| Ống khói của Nhà máy điện Ugljevik                          | 1.017 ft       | 310 m          | 1985      | Ống khói             | Nhà máy điện                                  | Bohemia            | Ugljevik                              | |
| The Shard                                                   | 1.016 ft       | 309,6 m        | 2012      | Nhà chọc trời        |                                               | Anh Quốc           | London                                | |
| Kingdom Centre                                              | 1.015 ft       | 309 m          | 2002      | Nhà chọc trời        |                                               | Ả Rập Xê Út        | Riyadh                                | |
| Khách sạn Jumeirah Emirates Towers                          | 1.014 ft       | 309 m          | 2000      | Nhà chọc trời        |                                               | UAE                | Dubai                                 | |
| Tháp Sydney                                                 | 1.014 ft       | 309 m          | 1981      | Tháp bê-tông         | Đài quan sát, nhà hàng, truyền tần số UHF/VHF | Australia          | Sydney                                | |
| Eurasia                                                     | 1.013 ft       | 308.9 m        | 2013      | Nhà chọc trời        |                                               | Nga                | Moskva                                | |
| Franklin Center                                             | 1.007 ft       | 307 m          | 1989      | Nhà chọc trời        |                                               | Hoa Kỳ             | Chicago                               | |
| Ống khói của Nhà máy điện Buschhaus                         | 1.007 ft       | 307 m          | 1984      | Ống khói             | Nhà máy điện                                  | Đức                | Helmstedt, Hạ Saxony                  | |
| Tháp truyền thanh Liêu Ninh                                 | 1.002 ft       | 305,5 m        | 1989      | Tháp bê-tông         | Đài quan sát, truyền tần số UHF/VHF           | Trung Quốc         | Thẩm Dương                            | |
| JPMorgan Chase Tower                                        | 1.002 ft       | 305 m          | 1982      | Nhà chọc trời        |                                               | Hoa Kỳ             | Houston                               | Tòa nhà có cấu trúc năm mặt cao nhất thế giới.                                                                                  |
| Ống khói của Nhà máy điện Harrison                          | 1.001 ft       | 305 m          | 1994      | Ống khói             | Nhà máy điện                                  | Hoa Kỳ             | Haywood, Tây Virginia                 | |
| Ống khói của Nhà máy điện Robert W Scherer                  | 1.001 ft       | 305 m          | 1983/1985 | Ống khói             | Nhà máy điện                                  | Hoa Kỳ             | Macon, Georgia                        | |
| Ống khói của Nhà máy điện Independence                      | 1.001 ft       | 305 m          | 1983      | Ống khói             | Nhà máy điện                                  | Hoa Kỳ             | Newark, Arkansas                      | |
| Ống khói của Nhà máy điện Kyger Creek                       | 1.001 ft       | 305 m          | 1980      | Ống khói             | Nhà máy điện                                  | Hoa Kỳ             | Gallipolis, Ohio                      | |
| Ống khói của Nhà máy điện White Bluff                       | 1,001 ft       | 305 m          | 1980      | Ống khói             | Nhà máy điện                                  | Hoa Kỳ             | Pine Bluff, Arkansas                  | |
| Ống khói của Nhà máy điện Harllee Branch                    | 1.001 ft       | 305 m          | 1978      | Ống khói             | Nhà máy điện                                  | Hoa Kỳ             | Milledgeville, Georgia                | |
| Ống khói của Nhà máy điện Widows Creek                      | 1.001 ft       | 305 m          | 1977      | Ống khói             | Nhà máy điện                                  | Hoa Kỳ             | Stevenson, Alabama                    | |
| Ống khói của Nhà máy điện Hal B. Wansley                    | 1.001 ft       | 305 m          | 1976      | Ống khói             | Nhà máy điện                                  | Hoa Kỳ             | Carrollton, Georgia                   | |
| Ống khói của Nhà máy điện Kingston                          | 1.001 ft       | 305 m          | 1976      | Ống khói             | Nhà máy điện                                  | Hoa Kỳ             | Kingston, Tennessee                   | |
| Ống khói của Nhà máy điện Harrison                          | 1.001 ft       | 305 m          | 1972/1973 | Ống khói             | Nhà máy điện                                  | Hoa Kỳ             | Haywood, West Virginia                | |
| Ống khói của Nhà máy điện Cumberland                        | 1.001 ft       | 305 m          | 1970      | Ống khói             | Nhà máy điện                                  | Hoa Kỳ             | Cumberland City, Tennessee            | |
| Ống khói của Nhà máy điện W. H. Sammis, Unit 7              | 1.001 ft       | 305 m          | 1970      | Ống khói             | Nhà máy điện                                  | Hoa Kỳ             | Stratton, Ohio                        | |
| Ống khói của Conemaugh Generating Station                   | 1.001 ft       | 305 m          | 1970      | Ống khói             | Nhà máy điện                                  | Hoa Kỳ             | Seward, Pennsylvania                  | |
| Tháp truyền hình Fazilka                                    | 1.000 ft       | 304,8 m        | 2007      | Tháp mạng            | Truyền thanh FM-/TV                           | Ấn Độ              | Fazilka                               | |
| Ống khói của Hayden Smelter                                 | 1.001 ft       | 305 m          | ?         | Ống khói             | Nhà máy điện                                  | Hoa Kỳ             | Hayden, Arizona                       | |
| Ống khói của Nhà máy Bowen                                  | 1.001 ft       | 305 m          | 1975      | Ống khói             | Nhà máy điện                                  | Hoa Kỳ             | Taylorsville, Georgia                 | |
| Ống khói của Nhà máy điện Chvaletice                        | 1.001 ft       | 305 m          | 1977      | Ống khói             | Nhà máy điện                                  | Cộng hòa Séc       | Chvaletice                            | |
| Ống khói của Nhà máy điện Pleasants                         | 1.000 ft       | 304,8 m        | 1980      | Ống khói             | Nhà máy điện                                  | Hoa Kỳ             | Belmont, West Virginia                | |
| Two Prudential Plaza                                        | 995 ft         | 303 m          | 1990      | Nhà chọc trời        |                                               | Hoa Kỳ             | Chicago                               | |
| Wells Fargo Plaza                                           | 992 ft         | 302 m          | 1983      | Nhà chọc trời        |                                               | Hoa Kỳ             | Houston                               | |
| Ống khói của Nhà máy điện Scholven                          | 991 ft         | 302 m          | ?         | Ống khói             | Nhà máy điện                                  | Đức                | Gelsenkirchen                         | |
| Ống khói của Nhà máy điện Chemnitz                          | 990 ft         | 301,8 m        | 1984      | Ống khói             | Nhà máy điện                                  | Đức                | Chemnitz                              | |
| Ống khói của Nhà máy sản xuất nhiên liệu tổng hợp SASOL III | 988 ft         | 301 m          | 1979      | Ống khói             | Nhà máy nhiên liệu tổng hợp                   | Nam Phi            | Secunda                               | Cấu trúc đứng tự do cao nhất ở châu Phi                                                                                         |
| Commerzbank Tower                                           | 984 ft         | 300,1 m        | 1997      | Nhà chọc trời        |                                               | Đức                | Frankfurt                             | Tòa nhà chọc trời cao nhất châu Âu từ 1997-2005                                                                                 |
| Eureka Tower                                                | 984 ft         | 300 m          | 2006      | Nhà chọc trời        | Khu dân cư                                    | Australia          | Melbourne                             | |
| Tháp truyền hình Mumbai                                     | 984 ft         | 300 m          | ?         | Tháp mạng            | Đài quan sát, truyền tần số UHF/VHF           | Ấn Độ              | Mumbai                                | |
| Ống khói của Volzhskaya TEC-2                               | 984 ft         | 300 m          | 1988      | Ống khói             |                                               | Nga                | Volzhsky                              | |
| Nhà máy nhiệt điện Kakanj                                   | 984 ft         | 300 m          | 1987      | Ống khói             |                                               | Bohemia            | Čatići                                | |
| Ống khói của Nhà máy điện Prunéřov                          | 984 ft         | 300 m          | 1981      | Ống khói             | Nhà máy điện                                  | Cộng hòa Séc       | Prunéřov                              | |
| Ống khói của Nhà máy điện Tušimice                          | 984 ft         | 300 m          | 1974      | Ống khói             | Nhà máy điện                                  | Cộng hòa Séc       | Tušimice                              | |
| Ống khói của Lippendorf Power Station                       | 984 ft         | 300 m          | 1967      | Ống khói             | Nhà máy điện                                  | Đức                | Lippendorf, Saxony                    | Bị phá hủy vào năm 2005 |
| 3 Ống khói của Nhà máy điện Jänschwalde                     | 984 ft         | 300 m          | 1981      | Ống khói             | Nhà máy điện                                  | Đức                | Jänschwalde                           | Bị phá hủy vào 2002-2007 |
| Ống khói của Nhà máy điện Westerholt                        | 984 ft         | 300 m          | 1981      | Ống khói             | Nhà máy điện                                  | Đức                | Gelsenkirchen, North Rhine-Westphalia | Phá hủy vào ngày 3 tháng 12 năm 2006 bằng chất nổ. Đây là cấu trúc đứng tự do cao nhất từng bị phá hủy có kiểm soát bởi chất nổ |
| Ống khói của Nhà máy điện Walsum                            | 984 ft         | 300 m          | 1988      | Ống khói             | Nhà máy điện                                  | Đức                | Duisburg, North Rhine-Westphalia      | |
| Ống khói của Nhà máy điện Herne                             | 984 ft         | 300 m          | 1989      | Ống khói             | Nhà máy điện                                  | Đức                | Herne, North Rhine-Westphalia         | |
| Ống khói của Nhà máy điện Thierbach                         | 984 ft         | 300 m          | ?         | Ống khói             | Nhà máy điện                                  | Đức                | Espenhain, Saxony                     | Bị phá hủy |
| Ống khói của Nhà máy điện Boxberg                           | 984 ft         | 300 m          | ?         | Ống khói             | Nhà máy điện                                  | Đức                | Boxberg, Saxony                       | Bị phá hủy vào 2000-2012 |
| Ống khói của Nhà máy điện Marl-Chemiepark                   | 984 ft         | 300 m          | ?         | Ống khói             | Nhà máy điện                                  | Đức                | Marl, Nordrhein-Westfalen             | Bị phá hủy vào năm 1995 |
| Ống khói của Nhà máy điện Provence                          | 984 ft         | 300 m          | 1984      | Ống khói             | Nhà máy điện                                  | Pháp               | Gardanne                              | |
| Ống khói của Nhà máy điện Orot Rabin                        | 984 ft         | 300 m          | 1981      | Ống khói             | Nhà máy điện                                  | Israel             | Hadera                                | |
| Ống khói của Bishkek TEC                                    | 984 ft         | 300 m          | 1989      | Ống khói             | Nhà máy điện                                  | Kyrgyzstan         | Bishkek                               | |
| Ống khói của Rybnik Power Station                           | 984 ft         | 300 m          | 1974      | Ống khói             | Nhà máy điện                                  | Ba Lan             | Rybnik                                | |
| Ống khói của Jaworzno Power Station                         | 984 ft         | 300 m          | 1977      | Ống khói             | Nhà máy điện                                  | Ba Lan             | Jaworzno                              | |
| Ống khói của Nhà máy điện Bełchatów                         | 984 ft         | 300 m          | ?         | Ống khói             | Nhà máy điện                                  | Ba Lan             | Bełchatów                             | |
| Ống khói của Nhà máy điện Kozienice                         | 984 ft         | 300 m          | 1978      | Ống khói             | Nhà máy điện                                  | Ba Lan             | Kozienice                             | |
| Ống khói của Nhà máy nhiệt điện Kawęczyn                    | 984 ft         | 300 m          | 1983      | Ống khói             | Nhà máy điện                                  | Ba Lan             | Warsaw                                | |
| Ống khói của Nhà máy điện Novaky                            | 984 ft         | 300 m          | 1976      | Ống khói             | Nhà máy điện                                  | Slovakia           | Nováky                                | |
| Ống khói của Nhà máy điện Duvha                             | 984 ft         | 300 m          | 1982      | Ống khói             | Nhà máy điện                                  | Nam Phi            | Witbank                               | |
| Ống khói của Nhà máy điện Clifty Creek                      | 984 ft         | 300 m          | 1978      | Ống khói             | Nhà máy điện                                  | Hoa Kỳ             | Madison, Indiana                      | |
| BRTN Toren                                                  | 984 ft         | 300 m          | 1996      | Tháp bê-tông         | Đài quan sát, truyền tần số UHF/VHF           | Bỉ                 | Sint-Pieters-Leeuw                    | |